# 繁昌久哲
繁昌 久哲（はんじょう ひさのり、1974年6月15日 -）は鹿児島県出身の日本の柔道家。95kg級の選手。身長175cm。

## 人物
小学校5年の時には田崎柔道スポーツ少年団の一員として全国少年柔道大会の団体戦に出場すると、決勝で東福岡柔道教室の深川幸太郎に袈裟固で一本勝ちするも、他のメンバーが敗れて2位にとどまった6年の時には全国少年柔道大会の団体戦決勝で石川県の岩井柔道塾を破って優勝すると、個人戦でも決勝で東福岡柔道教室の深川を判定で破って2冠を達成した。
田崎中学2年の時には全国中学校柔道大会の個人戦78kg超級決勝で、古蔵中学3年の真喜志慶治を破って優勝を飾った。団体戦は3位だった。3年の時には全国中学校柔道大会の個人戦78kg超級決勝で八代第三中学3年の上水研一朗を破って2連覇を達成したが、団体戦では昨年に続いて3位だった。
都城商業高校へ進むと、3年の時には宮崎県で開催されたインターハイの個人戦軽重量級決勝で、県内のライバルだった宮崎日大高校3年の安井貴博を破って優勝した。
1993年には東海大学へ進学すると、2年の時には優勝大会で3位だったが、新人体重別では決勝で福岡大学1年の安井を破って優勝した。3年の時には 正力杯で3位だったが、優勝大会ではチームの優勝に貢献した。講道館杯では決勝で大学の4年先輩となる旭化成の中村佳央に敗れた。正力国際では決勝で韓国の金岷秀に判定で敗れて2位だった。
4年の時には体重別で3位だったが、正力杯と優勝大会で優勝を果たして学生2冠を達成した。嘉納杯では準決勝でJRAの賀持道明に反則負けを喫したが、3位決定戦でアトランタオリンピック銀メダリストとなった金岷秀を崩上四方固で破って3位になった。講道館杯では決勝で國學院大學3年の坂本大記に小内巻込で敗れて2位だった。続くオーストリア国際で国際大会初優勝を飾った。
1997年には旭化成の所属になると、実業個人選手権で優勝した。1998年には90kgに出場して2連覇を飾った。

## 主な戦績
- 1985年 -　全国少年柔道大会　団体戦　2位
- 1986年 -　全国少年柔道大会　個人戦　優勝　団体戦　優勝
- 1988年 -　全国中学校柔道大会　個人戦　優勝78kg超級　団体戦　3位
- 1989年 -　全国中学校柔道大会　個人戦　優勝78kg超級　団体戦　3位
- 1992年 -　インターハイ　優勝
- 1994年 -　優勝大会　3位
- 1994年 -　新人体重別　優勝
- 1995年　- 正力杯　3位
- 1995年 -　優勝大会　優勝
- 1995年　- 講道館杯　2位
- 1996年　- 正力国際　2位
- 1996年　- 正力杯　優勝
- 1996年 -　体重別　3位
- 1996年 -　優勝大会　優勝
- 1996年　- 嘉納杯　3位
- 1996年　- 講道館杯　2位
- 1997年　- オーストリア国際　優勝
- 1997年　- 実業個人選手権　優勝
- 1998年　- 実業個人選手権　優勝90kg級

(出典、JudoInside.com)。